# Vallée de fracture

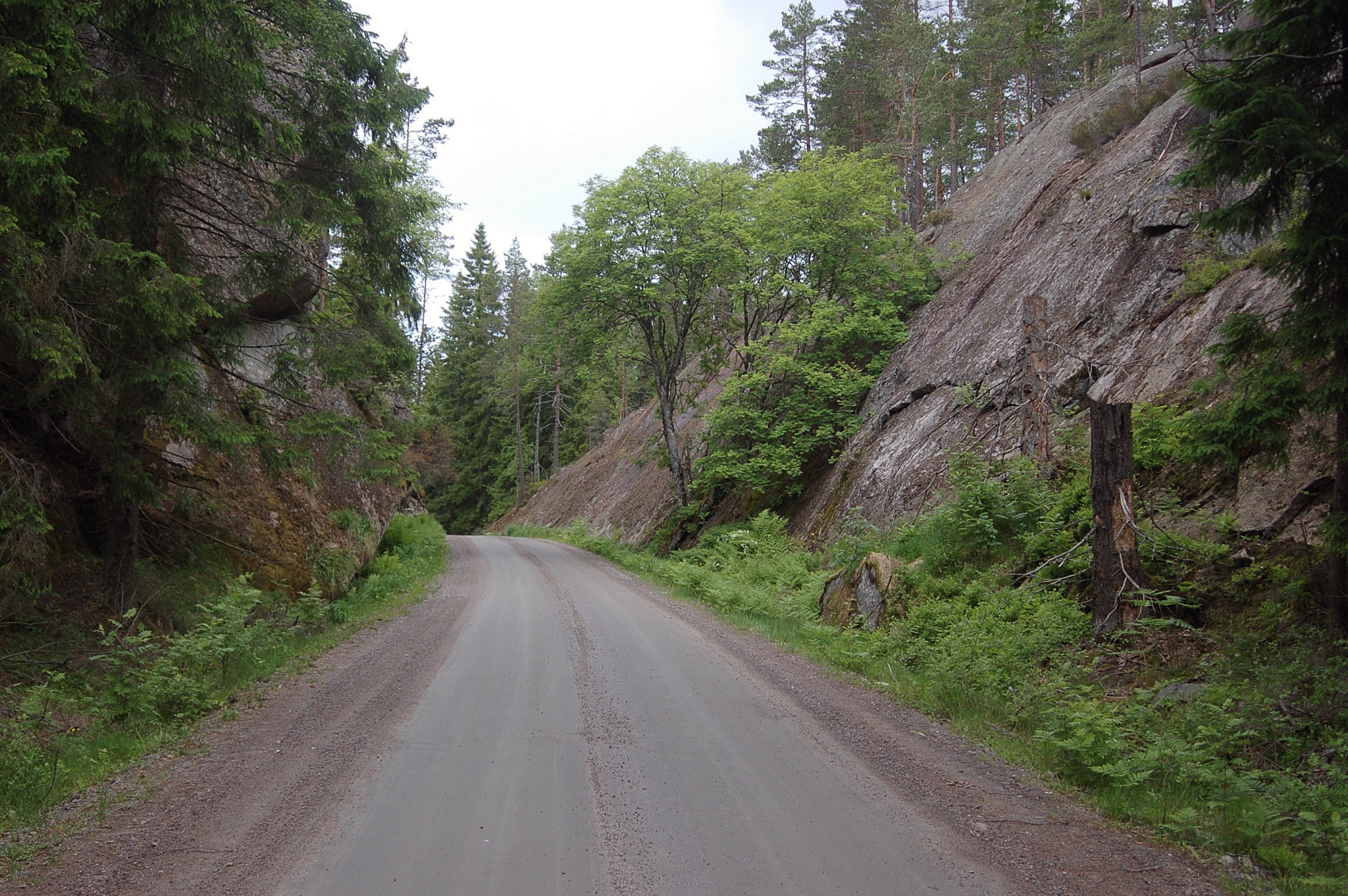
Vallée de fracture dans le parc national de Tiveden en Suède

Une vallée de fracture ou vallée de ligne de fracture (en anglais joint valley, anciennement fissure valley) est un type de vallée formée par l'érosion différentielle d'un plateau le long des lignes de fractures (diaclase) de la roche (typiquement un socle cristallin dénudé). Ce mode de formation créé en général un réseau régulier de vallées linéaires étroites. L'érosion est surtout due à la météorisation, l'érosion fluvioglaciaire ayant en général un rôle secondaire, et certaines vallées n'ont même parfois pas de cours d'eau permanent en leur sein. Cette catégorisation est surtout utilisée pour décrire les paysages suédois, ce type de paysage étant récurrent dans le bouclier Baltique, en particulier en Suède (où il est appelé sprickdalslandskap, littéralement « paysage de vallée de fracture ») dans la région de Bohuslän, Blekinge et du comté de Stockholm. Cependant des paysages similaires ont été décrits dans diverses régions, telles qu'en Afrique du Sud, au Sri Lanka ou aux États-Unis (par exemple à Yosemite). Ce paysage a été interprété comme une des premières étapes d'érosion d'un plateau, le contrôle structural exercé par les fractures disparaissant avec le temps.